# 戦え!アナウンサー
『戦え!アナウンサー』（たたかえ アナウンサー）は、みずしな孝之による日本の4コマ漫画。1997年から2003年まで、雑誌『ヤングアニマル』（白泉社）誌上で連載された。単行本は全6巻。
お台場に設置された架空のテレビ局・マルテレビを舞台に展開されるアナウンサー漫画。

## マルテレビのプロフィール
- 社名：マルテレビジョン
- 所在地：東京、お台場
- コールサイン：JOOX-TV[1]
- チャンネル番号：0チャンネル
- 周波数：193.25MHz
- 社屋の特徴：球型の展望室がある

ビル自体が経理的にも物理的にも傾いている。

## 主な登場人物

### 女子アナ
久保 梢子（くぼ しょうこ）
主人公。通称「クボショー」。日本有数のエリート大学・東東大学卒で、在学中に準ミス日本にも選ばれたという経歴を持つが、マルテレビ入社後はバラエティ番組「マルマル大発見伝」の司会者として「着ぐるみアナ」の道をまっしぐら。朝の情報番組「ねじまきテレビ」のキャスターを務めた後、一時社長の気まぐれで AD に配置転換となるもアナウンサーに復帰、夕方のニュース番組「ニュースFIGHTER」のメインキャスターとなる。峰三姉妹のクーデター後は一転、着ぐるみの特性を生かし現地特派員に。
モデルは久保純子（元 NHK）と小島奈津子（元 CX）。
峰 亜紀子（みね あきこ）
年齢・出身など一切の経歴が謎に包まれたアナウンサー。朝の情報番組「ねじまきテレビ」のキャスターを長年にわたり務めてきたが、その座をクボショーに譲る。とてつもない大食漢であり、かつて料理番組「峰亜紀子のテーブルの上まるかじり」を担当した際は「365本一気撮り」を疑われたこともある。その反面、酒が一切飲めない下戸である。
モデルは八木亜希子（元CX。作者によれば、実際に八木本人から「マルテレビの峰亜紀子です」として電話がかかってきたことがあるという）。顔の上半分に影がかかっている理由は、作者がファンレターで「八木亜希子を描け!」と命令され、それ以来八木を描かなくなったためとされている。
佐倉 あや乃（さくら あやの）
マルテレビきっての実力派女子アナ。ニュース・司会などで安定した実力を発揮、「峰亜紀子の後継者」の呼び声も高い。一方で非常に霊感が強く、その実力も霊の存在が肉眼で確認できるほか、イタコ芸も上手く、ノストラダムスの霊さえも呼び出せるほど。クボショーがADに配置転換された時に同時に秘書室に異動となり、1年以上社長秘書を務めるが、アナウンサーに復帰し「ニュースFIGHTER」でクボショーとコンビを組む。唯一の欠点は音痴なところ。

橘 ひろり（たちばな ひろり）
通称「ピロリン」。マルテレビが誇るスポーツ系キャスター。全世界のスポーツ界に超強力な人脈を持ち、ピロリンに合うために来日する人も数多い。特に野球に天才的な才能を発揮し、プロ野球「札幌ククーズ」の指揮を裏で実質的に執っているほか、マルテレビのアナウンス講習を受けに来た学生のピッチャーとしての才能を見抜き、ククーズに入団させたこともある。それ以外にもフランスW杯の時に代表監督と人選などについてサシで話し合ったりした他、果ては馬とも会話ができ、「勝利馬インタビュー」はマルテレビ競馬中継の名物。ただしゴルフは下手。また年齢のことを言われると怒って周囲は大変なことになる（ただしサリナには年齢のことを言われても平気）。生年月日は1968年1月1日。

小角 あゆ（おずみ あゆ）
業界随一の小さいアナウンサー。身長は145cmなのだが、マスコミには148cmと偽っている。目標はフリーで、アナウンサーはただの踏み台ということ。また人が見ていないところでは裏の顔になり、いろいろ他のアナウンサーの愚痴を言ったりする。腹黒さは野々内並であり、時には野々内並みの傲慢さを見せることも。彼女とは正反対の体躯を持つ先輩の広末を完全に尻に敷いている。

奈木 すずり（なぎ すずり）
帰国子女であり英語をはじめ5か国語が堪能だが、一方で日本語（特に漢字）が怪しいアナウンサー（そのため彼女の台詞にはひらがなが多い）。可愛らしさとは裏腹に破壊魔で、アナウンサーらしからぬ天真爛漫さを持ち、とにかくやたらと何でも壊しまくることが特徴で、取材時に高価な美術品やカメラなどを壊すことは日常茶飯事。クボショーのADへの配置転換と同時に国際部へ移動となり、海外支局勤務時には自由の女神を倒したり、万里の長城を3割ほど破壊したり、カリブ海沖の島を一つまるごと沈めたりもしている（これが原因で帰国させられた）。後に同僚の大高と結婚するも、退職はせず。
モデルは木佐彩子（元CX）。なお、みずしなの別作品『ササキ様に願いを』には木佐本人が登場するが、その容姿はほぼ奈木すずりそのものである。
藤丸 千秋（ふじまる ちあき）
父は世界的な企業グループ「藤丸グループ」会長の藤丸万作。そのため、典型的な世間知らずのお嬢様として育てられた。父の万作はクボショーの大ファンであり、それに影響される形で千秋もバラエティ番組志望となるが、その思いとは裏腹になぜか堅めの報道番組を担当することが多い。遅刻が多く、それを防ぐためにわざわざ自宅からマルテレビまでを一本で結ぶ地下鉄を作らせたほどだが、あまり効果はない。

皿田 サリナ（さらだ サリナ）
マルテレビ初の高卒（実は高校中退）アナウンサー。ティーンズアイドルアナウンサーとして大きな人気を集める。一方で、当初はテレビ出演時以外はヤマンバメイクを押し通していたが、次第にナチュラルな「オトナ系」メイクに移行した。記事の読み方はまとも。日野恵の好意には気づいてない。生年月日は1981年1月8日。
奈木 りりか（なぎ りりか）
奈木すずりの6歳年下の妹。すずりがやたらものを壊しまくるのに間近で付き合ってきたためか、愛用の「りりか箱」（修理に必要な道具や器具を何でも詰め込んだ工具箱）片手に何でも壊れたものを直してしまうテクニックを持つ。また、何かあるとすぐ謝ってしまう癖がある。読みの技術はすばらしいので、謝罪癖がなければもっと優秀なアナウンサーといえる。

### 男子アナ
山際 秀実（やまぎわ ひでみ）
アナウンス室副室長。主に報道番組のキャスターを務める。頭髪は実はカツラであり、周囲に必死でその事実を隠しているが、クボショーにはその事実を知られている。既婚で、2児の父である。特技は手品。また、作中アニメ「ヴァンパイアファイター エクセルみちる」（声優のむやみら優子〈名前のモデルは声優のみやむら優子〉）のファンである。
モデルは元 NHK アナウンサーで、現在はフリーアナウンサーの大塚範一と、牧原俊幸（CX）。
乾 健吉（いぬい けんきち）
アナウンス室室長。長年スポーツ畑で活躍していた。現在は一線を退き、その経験を生かして回顧本を多数刊行しているが、売れたためしがない。スポーツ以外の担当番組に「週刊ヨムヨム」（乾アナが1冊の本を朗読する30分番組）があるが、乾アナと風吹アナの2人しか見ていない。
同作者の『猫喫茶いぬい』にも、主人公・乾芦雪の父親として登場する（退職後猫カフェを経営していたが急逝したという設定）。

才谷 哲人（さいや てつんど）
マルテレビが誇る絶叫系アナウンサー。主に海外のサッカー中継、オリンピックなどのスポーツ中継を担当する。そのため海外出張が非常に多く、日本に戻ってくる機会があまりない。おみやげのセンスがない。

野々内 茂（ののうち しげる）
アナウンス室主任。通称「ノッチ」。午後の情報番組「ときめきファーストレディ」の司会者として、その温厚なキャラクターが奥様方の絶大な人気を集める。しかしカメラが回っていない時は性格が一変し、非常に傲慢かつ腹黒な性格となる。夏のマルテレビ祭りでは、ノッチを題材に作られた「ノッチ音頭」による盆踊りが恒例である。新人の頃、杉花粉の取材に行かされた次の日から重度の花粉症となった（このエピソードは、CXの野島卓アナから〈本人談〉）。

境 清春（さかい きよはる）
関西弁のアナウンサー。他のみずしな作品の関西弁キャラ、誉田武や佐伯貴弘と同系統。あまり出番はない。目は誉田、佐伯と同じである。得意分野は商人口調を生かした通販番組。大高と奈木すずりの結婚式の司会も受け持っていた。

風吹 イサム（ふぶき イサム）
「日本初のビジュアル系アナウンサー」としてマルテレビに入社。非常に無口な性格だが、酔うと饒舌。動物など自然を愛している。高校時代、サッカーのジュニアユース代表の天才フォワードとして活躍、「1000年に一人の逸材」とまでいわれたが、怪我により断念し、アナウンサーへ転向。その経歴から有名サッカー選手とも親交がある。ククーズファン。
モデルはビジュアル系繋がりで IZAM （彼もバレーボールで活躍していた）。
大高 四朗（おおたか しろう）
文系というよりも理系で、コミックフェスタを徹夜で先頭を陣取るほどのかなりのオタク系アナウンサー。通称「シロちゃん」。アニメやアイドルに強く、児童劇団に所属する子役タレントから甲子園で応援に励むチアガールたちまでチェックは欠かさないほか、それらをデータベースに入力して管理している。また、機械にも比較的強い。最初の頃は思い切り怒鳴っても声が小さかったが、同僚や先輩らのと散々な経験を重ねるうちに普通の声量になった。後に奈木すずりと結婚する（この結婚で奈木りりかは義理の妹となり、りりかに「お兄ィちゃん」と言われ、すずりに「あなた」といわれたときより感動している）。ボーナスで買った愛用のマックを壊されたときには「ゴゴゴ」と音がするくらいすごい迫力で泣いた。

広末 淳（ひろすえ じゅん）
プロレスラーのような体格といかつい顔、それとは裏腹な繊細なハートでいつも懐には辞表を持ち歩いている。陸上出身だが報道志望で、歴史に残るニュースを読む夢を抱いている。気が弱く、ここ一番でパニックになることも多く怖い話にも弱い。生真面目さと峰アナも一目置く食事量が売り。気の弱さを漬け込まれてか後輩で体格すらも小さな小角に完全に尻に敷かれている。

### その他
藤丸 万作（ふじまる まんさく）
世界的な企業グループ「藤丸グループ」の会長。物語の終盤で買収によりオーナーがころころと変わったマルテレビを最終的に買い取り、「フジマルテレビ」とする。前述の通りクボショーの大ファンで、一度本人には内緒で「日本クボショー党」を立ち上げ、選挙に出馬したこともある（結果は落選）。
我孫子 つとむ（あびこ つとむ）
マルテレビの社長。同作者の漫画『幕張サボテンキャンパス』で明日香たちが通う大学の我孫子おさむ学長の弟で同じ顔をしている。マルテレビをオークション形式で売りに出し、その後の混乱を引き起こした張本人。また、人事をビンゴやダーツで決めるなどいい加減なところがある。
峰 奈津美（みね なつみ）
峰アナの実の妹で、次女。催眠術が使え、頭脳明晰。社員のほとんどを催眠状態にできるほど、その能力は高い。廃墟状態のマルテレビを占拠、催眠術の威力を増幅し、それを電波に乗せて人を操る世界征服を三姉妹（実際、姉の亜紀子は名目上の存在）を実行するも、クボショーの前に倒れた。
峰 羽流香（みね はるか）
峰アナの妹で、三女。あらゆる格闘技に精通しており、50人ほどの敵を一瞬で倒すといった芸当もできる。しかし、やられた奈木すずりに対して切れた大高に敗れた。
中田 なきら（なかた なきら）
通販会社社長。出品されたマルテレビを40億で落札。社名は変更しなかったものの、チャンネル名を「ヤバネットなかたチャンネル」に変更、地上波としては異例の24時間通販専門チャンネルにした。しかし、開発商品であったハロゲンヒーターがリコールされ、再びマルテレビを売りに出す。モデルはジャパネットたかた創業者の髙田明。
小松崎ディレクター（こまつざきディレクター）
久保梢子を使って、奇抜な着ぐるみの企画を考え出す敏腕ディレクター。視聴率のためなら何でもやるタイプで、「おいしい」ネタなら何でもやるタイプ。また映像の編集も上手く、人を泣かせるほど。

内藤ディレクター（ないとうディレクター）
小松崎ディレクターの後任。考え方が型にはまっており、企画力がない、非常に頼りないディレクターだが、なぜか小松崎からの信頼は厚い。
大橋AD（おおはし）
「ときめきファーストレディ」の AD。野々内アナにいじめられている。
日野 恵（ひの めぐみ）
皿田サリナとは同級生の女性AD。レズの気があるらしく、サリナをはじめ多くの女性アナに惚れているが、一番気になるのはサリナである。
茶戸谷 茶英（ちゃとや ちゃえ）
制作局に所属するモーグル選手で、長野オリンピックの金メダリスト。怒ったピロリン（怒らせたのは奈木）に投げ飛ばされたシロちゃんの姿から発想を得た新技で、ソルトレーク五輪でも銅メダルを獲得。モデルは里谷多英（実際にフジテレビの社員）。
片岩監督（かたいわかんとく）
プロ野球チーム「札幌ククーズ」の監督。しかし采配はピロリンの指示を受けている。

那須香（なすか）、菫子（すみれこ）、恩田（おんだ）、濡田妻（ぬだつま）
子供番組に出演している子役の子達。『幕張サボテンキャンパス』からのゲスト出演キャラ。
恋ちゃん（こいちゃん）
卓球少女。マルテレビに2度泣かされている被害者。

沢田 樹里亜（さわだ じゅりあ）
料理研究家。マルテレビの料理番組「ジュリアなチューボー」の司会者。おしとやかな人柄だが、切れると関西弁を話してしまう。本名は沢田とも子。
マルチネスくん
マルテレビのマスコットキャラクター。マルテレビの社内誌の4コママンガの主人公。性別は男で、体が球形。種違いの子がいる。

## 番組名
スポーツTOGETHER（毎週月 - 土、23時40分 - ）
橘ひろり、大高四郎、奈木すずりが担当するスポーツニュース番組。後に奈木りりかが参入し、番組の形式も出演者を1日おきに入れ替えるようになった。
ジュリアなチューボー
料理研究家の沢田樹里亜が担当する料理番組。マルテレビのアナウンサーが良くゲストとして出演する。
開局40周年特別記念番組 マルテレビ縦断マルトラクイズ
出場者が全員マルテレビの社員と言う、ある意味社運がかかっている番組。優勝商品はマルテレビの球の中に5年間住める権。35周年の時も行われた。

## 単行本
- みずしな孝之『戦え!アナウンサー』 白泉社〈ジェッツコミックス〉 全6巻
  1. 第1巻（1998年6月30日発行） ISBN 4-592-13451-6
  2. 第2巻（1999年7月5日発行） ISBN 4-592-13452-4
  3. 第3巻（2000年7月5日発行） ISBN 4-592-13453-2
  4. 第4巻（2001年7月5日発行） ISBN 4-592-13454-0
  5. 第5巻（2002年7月5日発行） ISBN 4-592-13455-9
  6. 第6巻（2003年8月5日発行） ISBN 4-592-13456-7

エンターブレインより「BEAM COMIX」として以下の再編集版が刊行されている。
1. 戦え!アナウンサー 拡大スペシャル 朝番（2010年4月6日発行） ISBN 978-4-04-726497-7
2. 戦え!アナウンサー 拡大スペシャル 昼番（2010年4月6日発行） ISBN 978-4-04-726498-4
3. 戦え!アナウンサー 拡大スペシャル 夜番（2010年6月4日発行） ISBN 978-4-04-726525-7